# Angraecum tenuispica
Angraecum tenuispica är en orkidéart som beskrevs av Rudolf Schlechter. Angraecum tenuispica ingår i släktet Angraecum och familjen orkidéer. Inga underarter finns listade i Catalogue of Life.